# 海へ還る日
『海へ還る日』（西：El mar、英：The Sea ）は、1999年に製作されたスペインの映画。2000年に開催された、第50回ベルリン国際映画祭コンペティション部門に出品された。
日本では、2001年（第10回）東京国際レズビアン&ゲイ映画祭(7月19日)にて上映された。映画祭での邦題は『エル・マール〜海と殉教〜』。

## キャスト
- ラパロ：ルジェ・カザマジョール
- フランシスカ：アントニア・トレンス
- トゥール
- マヌエル：ブルーノ・ベルゴンシーニ

## 参照
1. ↑  作品リスト映画祭データベースより